# Frankfurt na Majni
Frankfurt na Majni (na njemačkom jeziku: Frankfurt am Main) je s više od 700.000 stanovnika najveći grad u njemačkoj saveznoj zemlji Hessen i poslije Berlina, Hamburga, Münchena i Kölna peti po veličini grad u Njemačkoj. Područje utjecaja procjenjuje se na 2.300.000 stanovnika, a metropolitansko područje na 5.600.000 stanovnika.
Smješten je na rijeci Majni, 36 km uzvodno od njenog ušća u rijeku Rajnu.
Nekoć slobodni grad carstva, gdje su se održavali izbori i krunidbe njemačkih careva, Frankurt je danas jedna od najbogatijih metropola Europe, te bankarski, literarni i kulturni centar u kojem se nalazi sjedište Europske središnje banke i jedno od najvažnijih financijskih tržišta.
Raskrižje je najvažnijih prometnica u Njemačkoj, te jedan od najvećih i najvažnijih prometnih čvorova u Europi. Frankfurtska zračna luka je najveća u Njemačkoj a poslije pariške i londonske treća po veličini u Europi i osma u svijetu.
Kao sajamski grad sa svojim mnogobrojnim sajmovima je od svjetskog značaja. Najznačajniji su međunarodni sajam automobila IAA (Internationale Automobil-Ausstellung), koji je najveći stručni automobilski sajam na svijetu, te 
međunarodni sajam knjiga (Frankfurter Buchmesse).
Svojom dugom i bogatom povijesnom tradicijom, divnim spomenicima kulture, brojnim muzejima i galerijama i u njima pohranjenim vrijednim umjetničkim blagom, Frankfurt je izrastao u njemačku i svjetsku kulturnu i gospodarsku metropolu.

## Administrativna podjela
Grad je podijeljen na 43 gradska okruga: Altstadt (Stari dio grada), Bahnhofsviertel (područje glavnog Kolodvora), Bergen-Enkheim, Berkersheim, Bockenheim, Bonames, Bornheim, Dornbusch, Eckenheim, Eschersheim, Fechenheim, Flughafen (zračna luka), Frankfurter Berg, Gallusviertel, Ginnheim, Griesheim, Gutleutviertel, Harheim, Hausen, Heddernheim, Höchst, Innenstadt (centralni dio grada), Kalbach, Nied, Nieder-Erlenbach, Nieder-Eschbach, Niederrad, Niederursel, Nordend, Oberrad, Ostend, Praunheim, Preungesheim, Riederwald, Rödelheim, Sachsenhausen, Schwanheim, Seckbach, Sindlingen, Sossenheim, Unterliederbach, Westend, Zeilsheim. Od spomenuta 43 dijela grada najpoznatiji su: Altstadt (stari dio grada), Bahnhofsviertel (područje glavnog željezničkog i autobusnog kolodvora), Innenstadt (centralni dio grada u kojem se nalazi glavna frankfurtska šetnica ili tzv. shopping ulica Zeil) i Sachsenhausen (stari dio grada s južne strane rijeke Majne).

## Povijest
Frankfurt na Majni se prvi put spominje 22. veljače 794. godine u jednoj povelji Karla Velikog za Regensburskog samostana Sv. Emmeram. U dokumentu na latinskome piše: „… actum super fluvium Moin in loco nuncupante Franconofurd“ – „izdato na rijeci Majni u mjestu zvanom Frankfurt.“ No, dokaženo je da kontinuirano naseljavanje već postoji od kamenoga doba. Na istom mjestu Rimljani su još u prvom stoljeću osnovali vojnu utvrdu i u doba merovinza tu je bio kraljevski dvor Franaka. 843. godine Frankfurt je bio najvažniji dvor Istočnih Franaka i mjesto skupštine carstva. Od 1220. godine Frankfurt je slobodni carski grad.
Zlatna Povelja iz 1356. godine javno potvrđuje praksu da se u Frankfurtu održavaju izbore rimsko-njemačkih kraljeva, koje se od 1147. godine većem dijelu bile održane u ovom gradu. Od 1562. godine rimsko-njemački car se kruni u Frankfurtu, a 1792. godine zadnja carska krunidba (Franjo_II.) je održana u gradu na Majni.
S raspadom staroga carstva 1806. godine Frankfurt pada u vlast kneza Karla Theodora iz Dalberga koji grad ujedinjuje sa svojim ostalim kneževinama Regensburg i Aschaffenburg. 1810. godine Dalberg predaje Regensburg Bavarskoj, a dobiva zato Hanau i Fuldu koji zajedno s Frankfurtom i Aschaffenburgom za kratko razdoblje od 1810. do 1813. godine postanu velika vojvodina Frankfurt.
Poslije Napoleonskih ratova Frankfurt je od 14. prosinca 1813. do 9. lipnja 1815. godine pod provizornom upravom Maksimilijana od Günderrode, sve dok je Bečki kongres u svome spisu pod člankom 46 manifestirao da je Frankfurt slobodni grad.
Od 5. studenoga 1816. godine u Frankfurt se održava sabor Njemačke konfederacije pod nominalnim predsjedništvom austrijskog cara.
U revolucijskoj 1848. godini održan je njemački nacionalni skup u crkvi Sv. Pavla u Frankfurtu. Taj skup je bio prvi, na slobodnim izborima izabrani sabor Njemačke.
Poslije pruske pobjede u Pruskom-austrijskom ratu 1866. godine Frankfurt ulazi u Sjevernonjemački savez. 1871. godine, nakon Njemačkog-francuskoga rata Frankfurt je aneksiran od Njemačkoga Carstva.
Za razvoj gospodarstva grada aneksija je bila korisna jer se pretvorio u industrijski centar s velikim rastom stanovništva. Između 1871. i 1914. godine raste broj stanovnika od 90.000 na skoro 400.000. U sljedećim desetljećima Frankfurtu se priključuju okolna mjesta tako da se površina udvostručila prema 1866. 1928. čak postane grad s najvećom površinom u Njemačkoj. Dana 18. kolovoza 1888. otvora se kolodvor koji je sve do 1915. godine najveći u Europi.
U vrijeme nacizma 11.134 Židova je deportirano i ubijeno. U Drugom svjetskom ratu zračni napadi saveznika uništavaju 70 posto svih zgrada, a skoro čitavi stari grad. Ta srednjovjekovna starogradska jezgra - koja je bila jedinstvena za jednu njemačku metropolu - je nestala jer se 1950-ih godina obnova nije orijentirala na staru strukturu grada. Velike dijelove nekadašnje starogradske jezgre danas čine zgrade i prometnice iz tog razdoblja.
Nakon završetka rata u Frankfurtu, američka vojna vlast upostavlja svoj glavni ured, a brzo postaje i sjedište uprave triju saveznih sila u zapadnoj Njemačkoj. Na izboru za glavni grad zapadne Njemačke Frankfurt gubi protiv favorita Konrada Adenauera, Bonna. Čak je već bila izgrađena saborska zgrada koju danas koristi Radio Televizija Hessena.
U drugoj polovini 20. stoljeća grad se ponovno razvija u ekonomsku metropolu Njemačke.

## Stanovništvo
Prem službenim statističkim podacima iz 2011. godine, Frankfurt ima 695.624 stanovnika. Nijemci čine 75,4 posto, dok su ostatak uglavnom Turci, Bošnjaci, Hrvati, Srbi, Poljaci, Talijani, Marokanci i drugi. Većinom su na privremenom radu ili sa stalnim boravkom u Njemačkoj. Gallusviertel, Höchst, Griesheim,Neu Isenburg i Bonames dijelovi su grada gdje su strani državljani u većinskom broju.
2017. god. Nijemci su postali u Frankfurtu manjina. 51.2 % stanovnika grada su stranci odnosno imaju korijenje u inozemstvu.

## Gospodarstvo
Vidi još:Frankfurtska burza vrijednosnih papira, Opel
Frankfut je jedan od vodećih financijskih centara Europe. Sudeći prema godišnjem izvješću iz 2007. (izvor: Cushman & Wakefield) zajedno s Londonom i Parizom nalazi se u skupu od tri grada koji udomljavaju najviše međunarodnih kompanija u Europi. Prema listi koju je objavilo sveučilište University of Liverpool, Frankfurt je grad koji ostvaruje navjeći BDP per capita u Europi.
Istraživanje kvalitete života koju je 2007. godine proveo Mercer Human Resource Consulting ovaj grad stavilo je na sedmo mjesto u svijetu, a jedini njemački grad koji je bio bolji je Düsseldorf, na šestom mjestu.
Frankfurt je u Njemačkoj poznat kao grad banaka. Tako ga ponekad zovu „Mainhattan“ (povezujući riječi njujorškog Manhattana i rijeke Majne) ili „Bankfurt“. Tijekom 2006. godine ondje je deset najvećih njemačkih banaka imalo svoje sjedište. Najveće tri banke su Deutsche Bank, Commerzbank i DZ Bank. U gradu svoje predstavništvo ima više od 300 banaka, što domaćih, što međunarodnih. Osim toga, ovdje svoje sjedište ima i Europska središnja banka, koja je utemljena 1998.
Frankfurtska burza vrijednosnih papira druga je po značaju u Europi, nakon Londonske. Prva je po značaju u Njemačkoj, te se po količini kapitala nalazi daleko ispred drugih domaćih burzi.
Grad ima dugu tradiciju održavanja raznih sajmova, poglavito onih gospodarskih, koja seže još u 12. stoljeće. Tako se ondje održava Internationale Automobil-Ausstellung (međunarodni automobilski sajam), Frankfurter Buchmesse (međunarodni sajam knjiga), Ambiente (međunarodni sajam potrošačkih dobara), Achema (međunarodni sajam vezan za inženjersko poslovanje). Zadivljuje podatak da su sva četiri navedena sajam u svojoj kategoriji najveći na svijetu. Osim navedenih, održava se još niz manjih sajmova kao što su: Paperworld, Christmasworld, Beautyworld, Tendence Lifestyle ili Light and Building.
Iako je Frankfurt prvenstveno poznat po bankama, on je također i središte gdje su smještene reklamne tvrtke. Tako ondje ima oko 570 tvrtki koje se bave reklamnim djelatnostima te 270 tvrtki koje se bave djelatnošću odnosa s javnosti. Prema izvještaju časopisa FOCUS, u gradu je bilo smješteno 7 od 48 najvećih reklamnih agencija u Njemačkoj.
Osim gore navedenih djelatnosti, u gradu u okolici nalazi se još niz poslovnih aktivnosti, čineći ovaj grad jednim od glavnih europskih poslovnih centara, a nedaleko od Frankfurta nalazi se grad Rüsselsheim u kojemu je sjedište i glavni pogon tvornice automobila Adam Opel Gmbh.

## Promet
Vidi još:Frankfurtski metro, Frankfurtska zračna luka
Frankfurt je čvorište najvažnijih prometnica autocesta i željezničkih pruga. Frankfurtski kolodvor je po površini među najvećima u Europi i s 350.000 putnicima jedan od najprometnijih u SR Njemačkoj. Također je važno spomenuti i zračnu luku, najveću u njemačkoj, treću u Europi i osmu u svijetu.

## Turizam
U Frankfurtu se nalazi poznati Goetheov muzej, a svake godine u gradu se održava i najveći sajam knjiga na svijetu. Također, frankfurtski poslovni neboderi također su dio turističke ponude, jer su specifični za kontinent iz razloga što u Europi uglavnom prevladavaju stari gradovi.

## Zanimljivosti
U starijim (preporodnim) hrvatskim tekstovima se može naći i ovaj naziv za Frankfurt: Frankobrod. "Brod" u nazivu označava mjesto gdje je rijeka lakša za prijeći. Najpoznatiji slični slučaj u Hrvatskoj: Brod na Savi odnosno Slavonski Brod te u Bosni i Hercegovini Bosanski Brod.
Od 1977. do 1991. u Frankfurtu na Majni djelovao je hrvatski skladatelj Mato Lešćan. Bio je zamjenik pa nasljednik frankfurtskog katedralnoga orguljaša te pastoralni suradnik i orguljaš pri Hrvatskoj katoličkoj misiji.

## Vanjske poveznice
- FIFA WM 2006 Frankfurt  Arhivirana inačica izvorne stranice od 28. lipnja 2006. (Wayback Machine)
- Fußball-WM 2006  Arhivirana inačica izvorne stranice od 18. lipnja 2006. (Wayback Machine)
- Die SkyArena  Arhivirana inačica izvorne stranice od 14. lipnja 2006. (Wayback Machine)